# New York Public Library

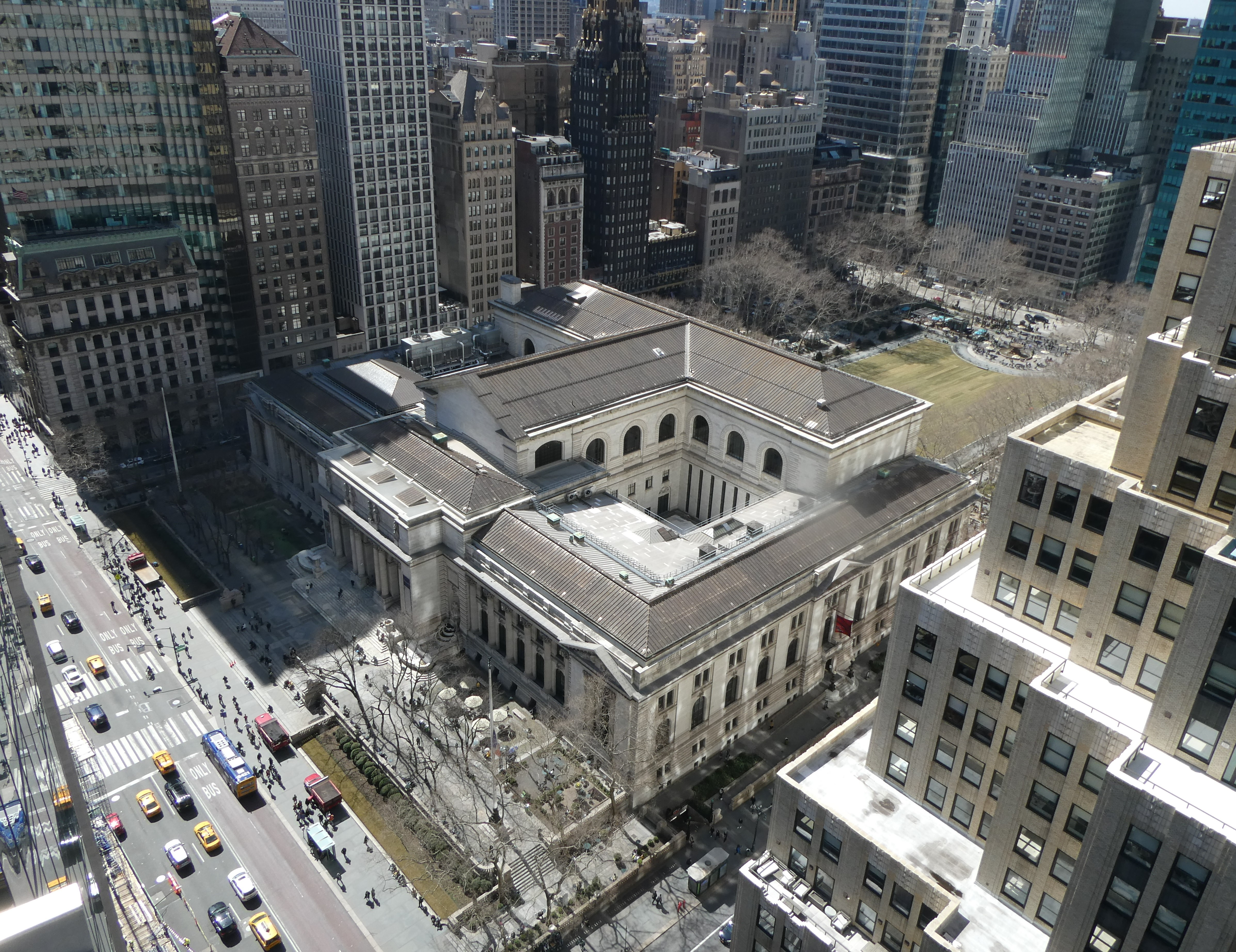
New York Public Library, Hauptgebäude, gebaut 1897–1911, Architekten Carrère und Hastings

Die New York Public Library (NYPL) ist eine der drei öffentlichen Bibliotheken in New York City und mit über 55 Millionen Medien eine der größten Bibliotheken der Erde. Ihr Hauptgebäude in der Fifth Avenue wurde vom Beaux-Arts-Architektenbüro Carrère and Hastings geplant. Die Bibliothek besitzt unter anderem eine Gutenberg-Bibel und eine Ausgabe der Philosophiae Naturalis Principia Mathematica.
Seit April 2012 bietet die Bücherei 800.000 Digitalisate aus ihrer Sammlung online an. Im April 2014 hat man das digitale Angebot um rund 20.000 Stück historischer Landkarten erweitert.

## Geschichte
Gegen Ende des 19. Jahrhunderts hatte New York City zwei öffentliche Präsenzbibliotheken: die Astor Library, gegründet mit einem 400.000-Dollar-Nachlass von John Jacob Astor, die 1849 eröffnet wurde, und die Lenox Library, gegründet von James Lenox, einem Büchersammler, die an der Fifth Avenue gebaut wurde und heute die Frick Collection ausstellt.
1886 hinterließ Samuel J. Tilden einen Nachlass von etwa 2,4 Millionen Dollar, der dazu verwendet werden sollte, eine Bibliothek in New York City einzurichten.

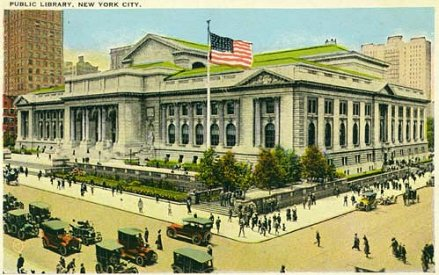
Postkarte, ca. 1920

John Bigelow (1817–1911), ein New Yorker Rechtsanwalt und Verwalter von Tildens Vermächtnis, legte die finanziell angeschlagenen Astor- und Lenox-Bibliotheken mit dem Vermögen von Tilden zusammen, um The New York Public Library, Astor, Lenox and Tilden Foundations zu bilden. Sie wurde am 23. Mai 1895 als eine private Stiftung gegründet.
Die Bibliothek fusionierte im Februar 1901 mit der New York Free Circulating Library. Andrew Carnegie spendete 5,2 Millionen Dollar, um Zweigstellen zu bauen, mit der Bedingung, dass diese von der Stadt New York unterhalten und finanziert werden. Die New York Public Library ist somit eine Zusammenarbeit zwischen Stadtverwaltung und privaten Organisationen, ein Charakteristikum des „American way“.

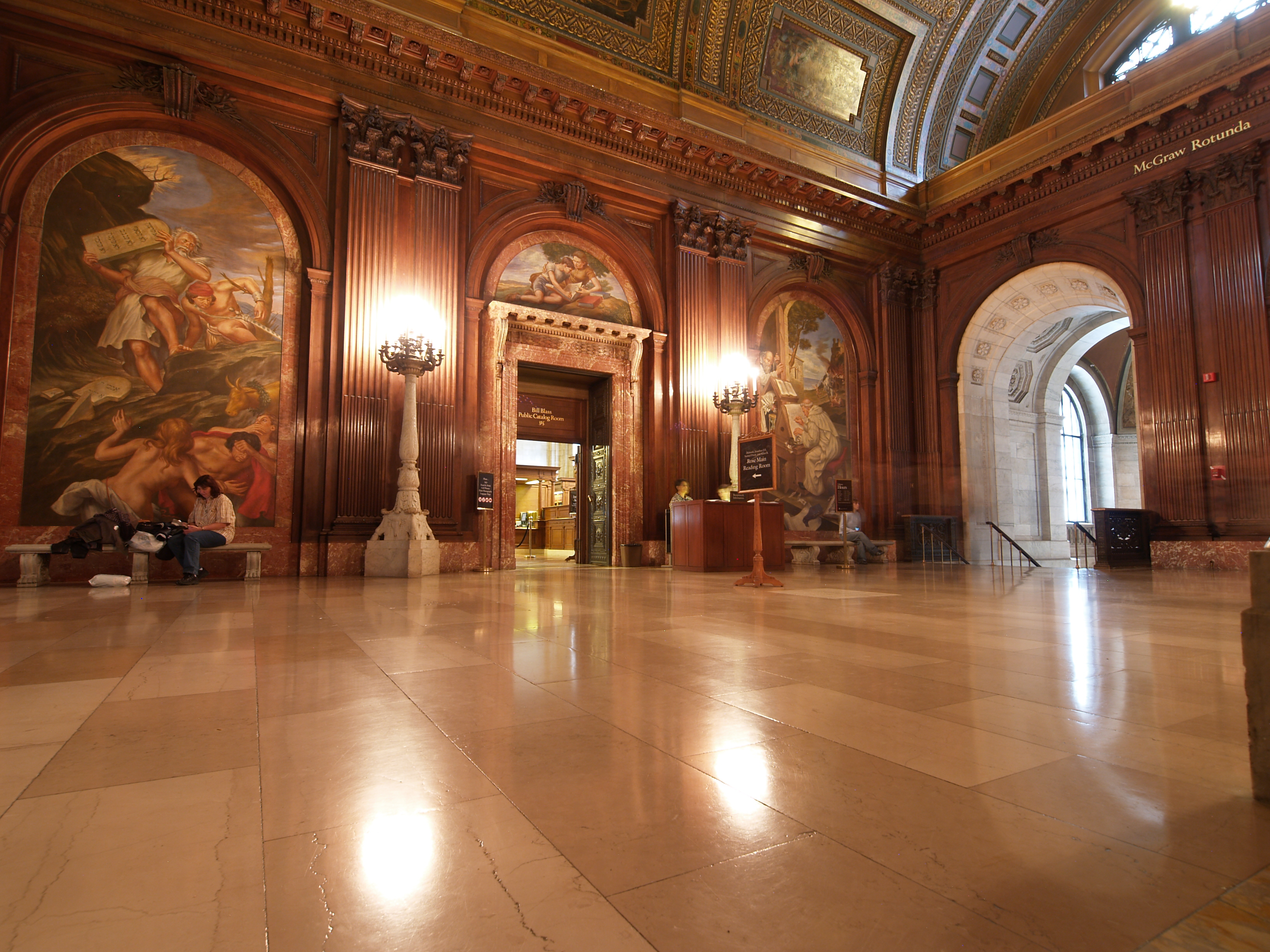
Flur in der ersten Etage …

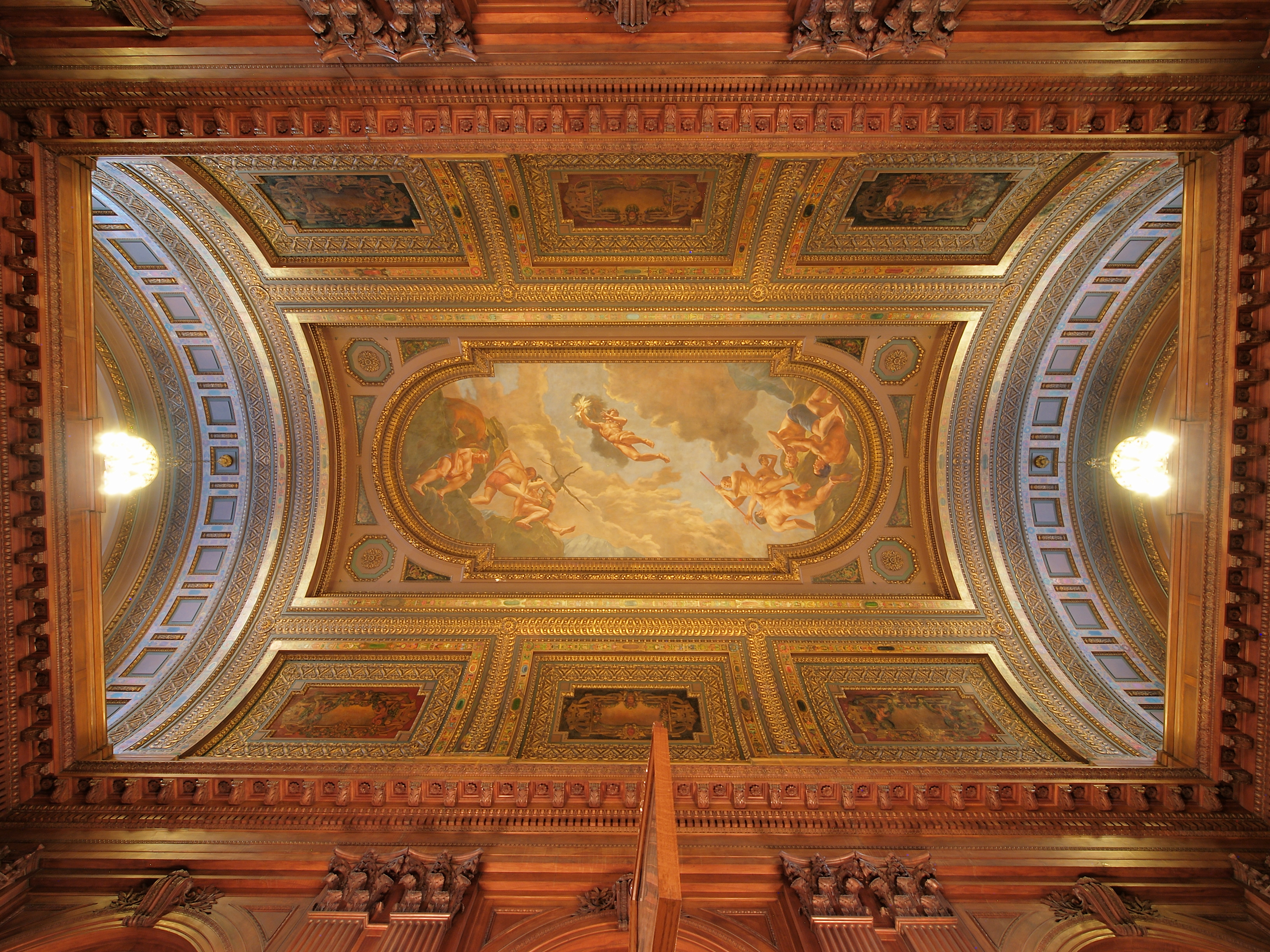
… und die Decke

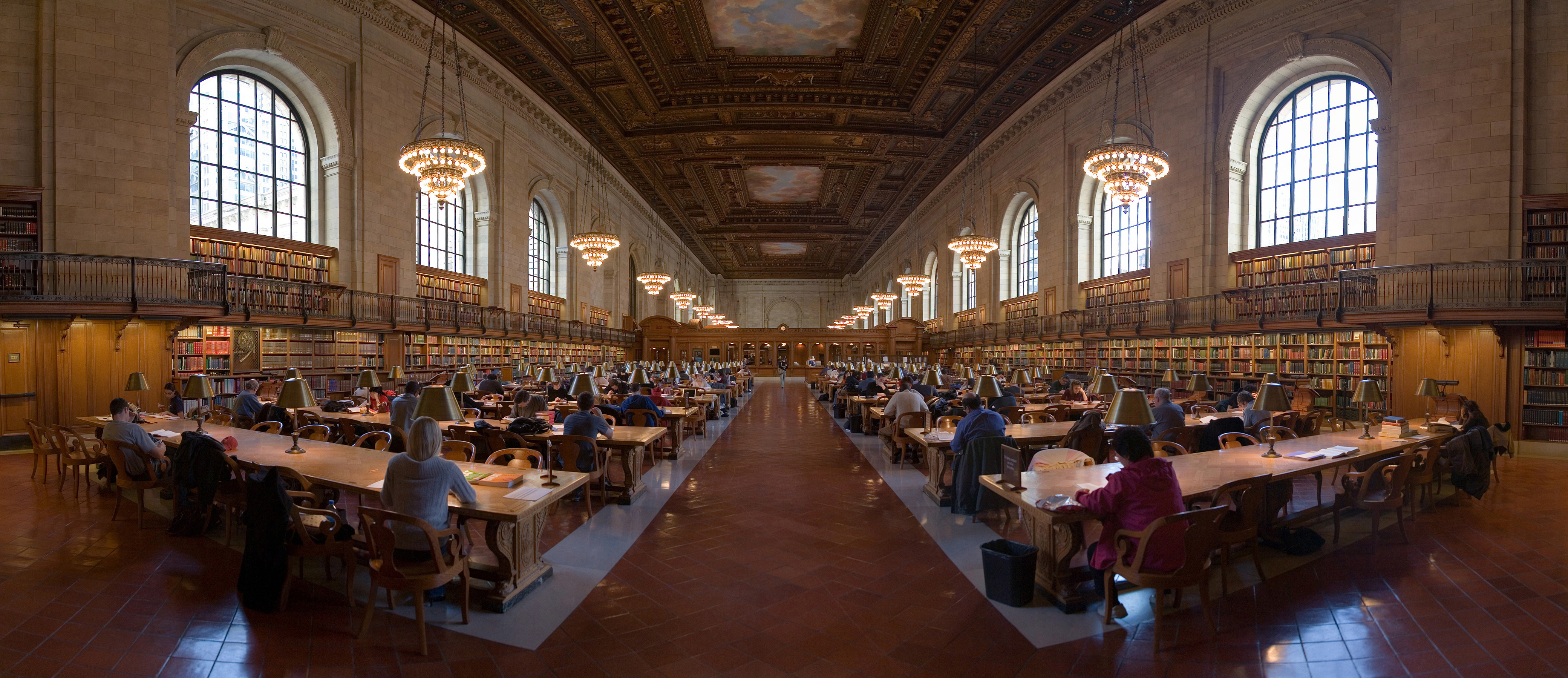
Einer der beiden Lesesäle.

Im Mai 1902 wurde nach mehrjährigen Planungs- und Geländearbeiten an der Fifth Avenue in Manhattan zwischen der 40. und 42. Straße der Grundstein für die als wissenschaftliche Bibliothek konzipierte Hauptbibliothek gelegt (heute die Humanities and Social Sciences Library). Sie wurde am 23. Mai 1911 – auf den Tag genau 16 Jahre nach Gründung der Stiftung – durch Präsident William Howard Taft eingeweiht und öffnete am folgenden Tag. Die Baukosten betrugen am Ende 9 Millionen Dollar.
Die bekannten Löwen am Eingang wurden von Edward Clark Potter geschaffen. In den 1930ern bekamen sie von Bürgermeister Fiorello LaGuardia die Spitznamen „Geduld“ (englisch: Patience) und „Tapferkeit“ (englisch: Fortitude). Er wählte diese Namen, weil er dachte, genau dies seien die Eigenschaften, die die New Yorker Bürger brauchten, um die Große Depression durchzustehen. Ihre früheren Namen waren Lord Astor und Lady Lenox, obwohl beide Löwen männlich sind. An Weihnachten hatten sie große Kränze um ihren Nacken, diese Praxis wurde jedoch bei der Jahrtausendwende aufgegeben, da das Gewicht der Kränze den Nacken der Löwen schadete.
Im Dezember 1965 erhielt das Gebäude den Status eines National Historic Landmarks. Im Oktober des folgenden Jahres wurde es in das National Register of Historic Places eingetragen.
In den 1980er Jahren erhielt die Bibliothek (12.000 m²) neuen Lagerraum für Bücher. Für diese Erweiterung war ein großes Bauprojekt vonnöten, bei dem der Bryant Park, direkt westlich der Bibliothek, geschlossen und ausgeschachtet wurde. Die neuen Anlagen der Bibliothek wurden unterirdisch gebaut. Der Park wurde dann oberhalb der unterirdischen Anlagen wiederhergestellt und für die Öffentlichkeit wieder geöffnet.
Ein 2007 beschlossener Plan, das Hauptgebäude umzubauen, stieß auf erheblichen Widerstand und wurde 2014 aufgegeben. Architekt Norman Foster hatte einen Entwurf vorgelegt, nach dem umgebaut, im Stockwerk unterhalb der großen Lesesäle mit ihrer Präsenzbibliothek eine neue Ausleihbibliothek für Manhattan eingerichtet werden sollte. Die Präsenzbestände wären deutlich verringert und großteils nach New Jersey ausgelagert worden, von wo sie innerhalb von höchstens 24 Stunden möglichst in Form von Scans für Benutzer in den Lesesälen bereitgestellt werden sollten. Außerdem hätten im größten Renovierungsprogramm in der Geschichte der Bibliothek die Filialen in den Stadtteilen New Yorks modernisiert werden sollen. Das Gesamtvolumen von rund 1 Milliarde Dollar für den Umbau des Hauptgebäudes und der Filialen hätte teilweise durch die Schließung einer Filiale und einer Fachbibliothek und den Verkauf der Gebäude finanziert werden sollen. 150 Millionen Dollar hätte die Stadt New York zur Verfügung gestellt, der Rest sollte durch Spenden erbracht werden. Das Projekt stieß auf harsche Kritik vieler in New York ansässiger Intellektueller, die einen Appell gegen die Umbaupläne unterzeichneten – unter ihnen Salman Rushdie und Mario Vargas Llosa.
Anfang 2016 stellte die NYPL 180.000 Copyright-freie Bilder online.

## Zweigstellen
Die NYPL unterhält 89 Zweigstellen in der Bronx, Manhattan und Staten Island. Die Zweigstellen stellen Populärliteratur und grundlegende Forschungsmaterialien zur Verfügung. Die vier wissenschaftlichen Bibliotheken der NYPL bieten weltbekannte Sammlungen zu einer großen Anzahl von Themen an. Die wissenschaftlichen Bibliotheken beinhalten die geistes- und sozialwissenschaftliche Bibliothek, die New York Public Library für darstellende Künste, das Schomburg Center für Forschung über afroamerikanische Kultur und die Wissenschafts-, Industrie- und Wirtschaftsbibliothek.

## Library Way

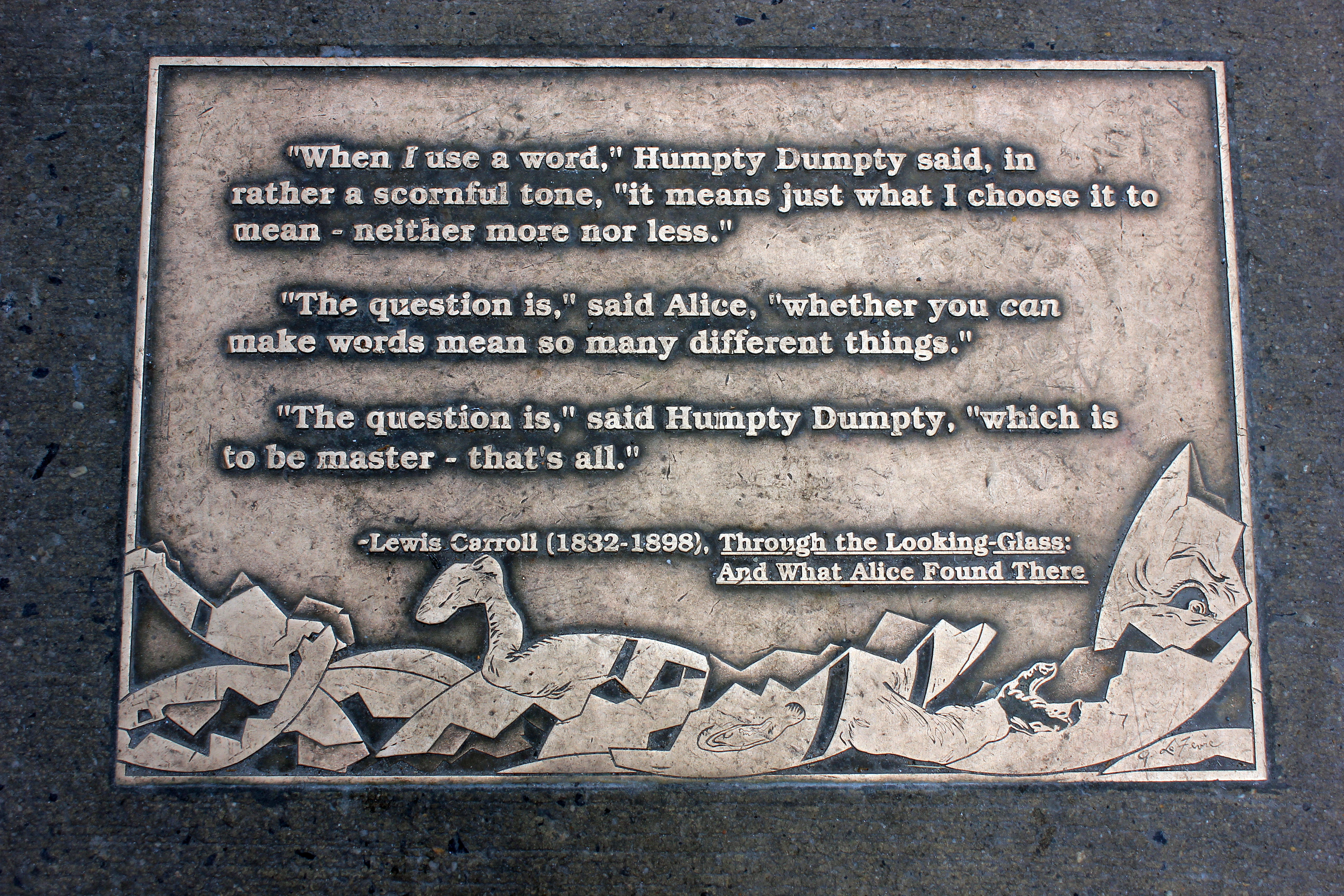
Plakette für Lewis Carroll

Der „Library Way“ führt seit den späten 1990er Jahren auf der East 41st Street zwischen Fifth Avenue and Park Avenue zum Stephen A. Schwarzman Building, dem größten Gebäude der New York Public Library. In die Pflasterung des Fußgängerwegs auf beiden Straßenseiten sind 96 rechteckige Bronzeplaketten eingebettet, die bedeutenden Schriftstellern gewidmet sind und Zitate aus ihren Werken zum Inhalt haben. Die Entwürfe stammen von Gregg LeFevre und wurden von der New York City Arts Commission mit dem Preis „Excellence in Design“ ausgezeichnet.

## Die Bibliothek in Filmen
Die NYPL tauchte oft in Filmen auf, meistens als Kulisse oder als Treffpunkt für die Charaktere. Sie diente unter anderem in dem Film Spider-Man aus dem Jahre 2002 als Kulisse, fungierte als wichtiger Drehort für den Film The Day After Tomorrow, 2004. Außerdem findet man sich in Ghostbusters – Die Geisterjäger gleich zu Beginn im unteren Geschoss der Bibliothek wieder. In Sex and the City – Der Film wählt Carrie Bradshaw die Bibliothek als Standort für ihre Hochzeit aus.
Auch eine Szene des Filmes Frühstück bei Tiffany (1961) spielt in der NYPL.
2017 widmete Frederick Wiseman der Bibliothek und der sozialen Bedeutung der Institution den dreieinhalbstündigen Dokumentarfilm Ex Libris – The New York Public Library.